# Поршур (Татарстан)
Поршур — деревня в Кукморском районе Татарстана. Входит в состав Село-Чуринского сельского поселения.

## География
Находится в северо-западной части Татарстана на расстоянии приблизительно 26 км на запад-северо-запад по прямой от районного центра города Кукмор у речки Бурец.

## История
Известна с 1710—1711 годов. Относится к числу населенных пунктов, где проживают кряшены.

## Население
Постоянных жителей было: в 1782 — 99 душ мужского пола в 1859—279, в 1897—439, в 1908—471, в 1920—503, в 1926—528, в 1938—428, в 1949—332, в 1958—266, в 1970—234, в 1979—208, в 1989—227, 271 в 2002 году (кряшены 95%, татары 5 %, фактически большинство кряшены), 262 в 2010.